# Букреев, Виктор Иванович
Виктор Иванович Букреев (5 апреля 1949 года, Каменск-Уральский — 22 мая 1977 года, Жуковский, Московской области) — советский лётчик-испытатель, кандидат в группу космонавтов-испытателей по программе «Энергия — Буран».

## Биография

### Ранние годы и служба в Вооруженных Силах СССР
Виктор Букреев родился 5 апреля 1949 года в городе Каменск-Уральский Свердловской области. Работал электрослесарем на заводе. В 1968 году поступил в Армавирское высшее военное авиационное Краснознаменное училище летчиков противовоздушной обороны, которое окончил в 1972 году. Служил в строевых частях ПВО. В 1974 году уволен в запас в звании старшего лейтенанта.

### Испытательная работа
В 1976 году Букреев окончил Школу лётчиков-испытателей Минавиапрома СССР и начал лётно-испытательную работу в Лётно-исследовательском институте (ЛИИ).
Он был отобран И. П. Волком для включения в группу лётчиков-испытателей проекта «Энергия—Буран» на базе ЛИИ, однако погиб ещё до официального формирования группы в 1978 году.

### Смерть
Виктор Иванович Букреев умер 22 мая 1977 года. При полётах 17 мая на самолёте МиГ-25ПУ на аэродроме ЛИИ в Жуковском в процессе разбега для взлёта сложилась носовая стойка шасси, в результате трения носовой части о бетон возник пожар и сидевший в передней кабине Букреев получил сильные ожоги, приведшие к его смерти в больнице через несколько дней. Он похоронен в Жуковском на Быковском мемориальном кладбище.